# Dia de la Vixivanka
El Dia de la Vixivanka (ucraïnès: День вишиванки) és un dia internacional que posa el focus en la preservació de la tradició popular ucraïnesa que constitueix l'elaboració i portació de la vixivanka, una peça de roba típica d'Ucraïna. La festivitat se celebra cada tercer dijous de maig.
La vivixanka és un dels símbols més reconeguts de la cultura ucraïnesa, com també els pisankes (equivalents als ous de Pasqua).
És un dia de mobilització espontània i, així, no constitueix enlloc un dia festiu. Té la intenció d'unir tots els ucraïnesos del món, independentment de la religió, la llengua que parlin o el lloc de residència. Per això, no està vinculada a cap Estat, ètnia ni religió. Molts ucraïnesos hi porten vixivanka per a demostrar el seu compromís amb la idea d'identitat i unitat nacionals i per a mostrar el seu patriotisme. Els funcionaris estatals, inclosos els municipals, els tribunals i els funcionaris del govern i el cap de l'estat, poden participar en la celebració.

## Història

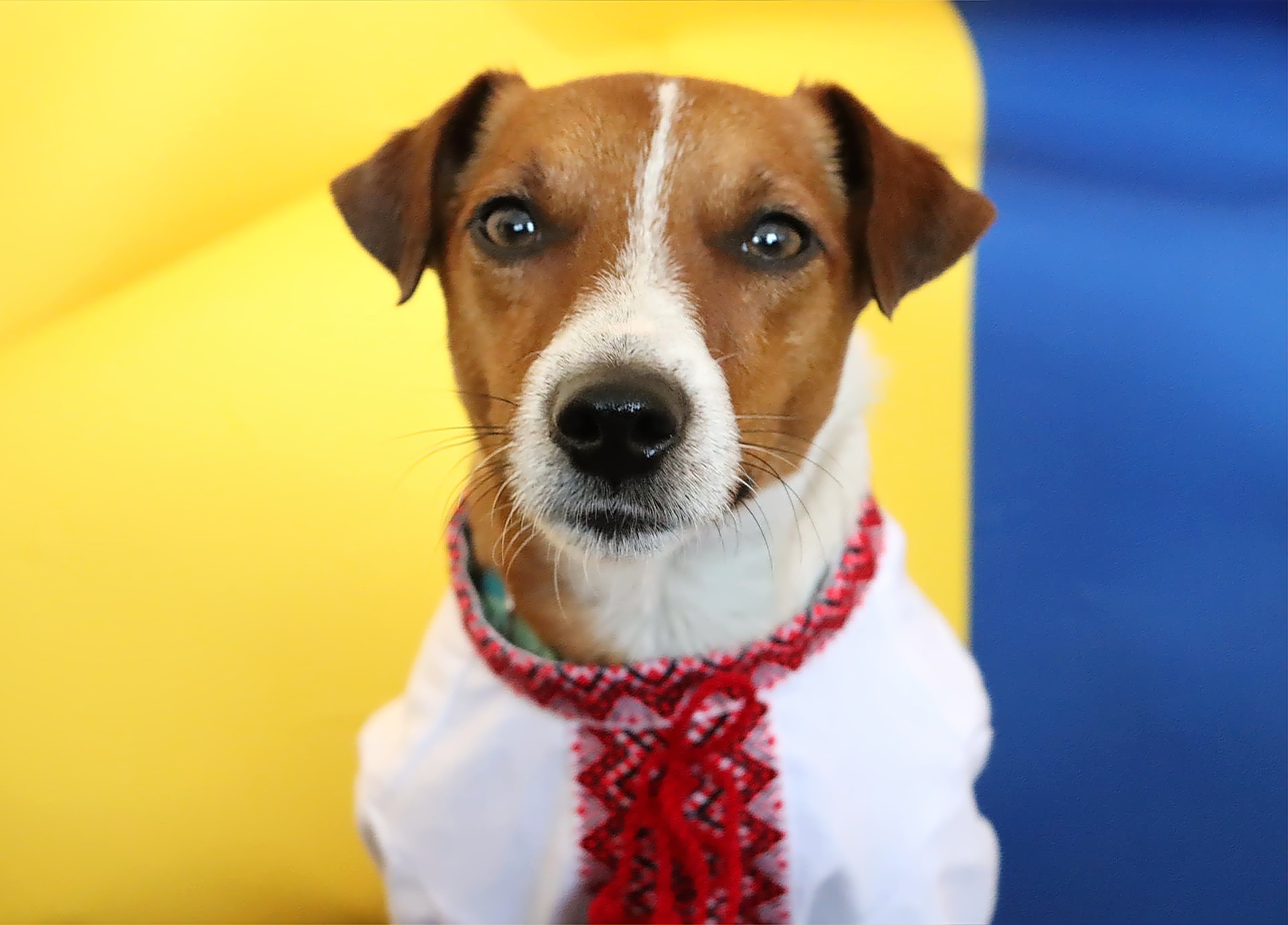
Gos de detecció mascota del Servei d'Emergències Estatal d'Ucraïna, mecenes d'un anunci de vixivanka publicat a Facebook la diada del 2022.

La idea d'aquest dia va ser proposada el 2006 per Lesia Voroniuk, aleshores estudiant de la Universitat de Txernivtsí. Ella va suggerir que els seus companys de classe triessin un dia per a dur vivixanka tots alhora. Al principi, solament unes desenes d'estudiants i professors van seguir la consigna. Però amb el pas dels anys, aquest costum es va estendre per tot Ucraïna. Més endavant, va atreure la diàspora ucraïnesa arreu del món, així com els interessats pel país en qüestió. La diada es va establir intencionadament en un dia feiner i no en cap de setmana per a emfatitzar que la vixivanka és «un component de la vida i la cultura quotidianes dels ucraïnesos» i no pas un element merament folklòric.
El 2011, pel cinquè aniversari de la celebració, va ser remarcable per batre el rècord mundial del nombre de persones vestides amb samarretes brodades aplegades en un sol lloc: més de 4 000 individus amb vivixanka es van reunir a la plaça central de Txernivtsí. Aquell mateix any, se'n va cosir una de gran brodada de 4 × 10 metres per a l'edifici central de la Universitat de Txernivtsí.
El 2015, es va celebrar el Dia de la Vixivanka sota el lema «Dona la vixivanka a un defensor del país». Va ser una campanya llançada per a fer créixer l'esperit de lluita dels soldats ucraïnesos a la guerra russo-ucraïnesa. Va ser un esdeveniment mundial: hi van participar 50 països en total.
El 2018, la instància d'apel·lació del Ministeri de Desenvolupament Econòmic i Comerç d'Ucraïna va realitzar una investigació i va arribar a les conclusions següents:
| « | La combinació de paraules "Dia de la Vixivanka" significa la festa dedicada a la tela brodada ètnica ucraïnesa i va entrar a la cultura ucraïnesa com el nom d'una festa nacional d'Ucraïna, patriotisme i l'esperit d'unitat del poble simbolitzat per la vixivanka ucraïnesa. La combinació de paraules "Dia de la Vixivanka" invoca en la ment dels ciutadans l'única associació: la festa dedicada a la vixivanka, que se celebra a Ucraïna, i ara també a l'estranger, anualment en un determinat dia de maig. La festa del Dia de Vixivanka va guanyar un significat simbòlic i ja és un esdeveniment internacional que difon la idea de la identitat ucraïnesa al món, popularitza la cultura i les tradicions ucraïneses, ajuda a la formació de la consciència nacional ucraïnesa, alimentant el patriotisme i la unitat del poble ucraïnès. [...] La celebració del Dia de la Vixivanka es produeix anualment amb la participació de ciutadans, organitzacions no governamentals, autoritats estatals i és àmpliament celebrada per la societat portant vixivankas i organitzant diversos esdeveniments [...] | » |